# Миколайчук Микола Іванович
Микола Іванович Миколайчук (Ніколайчук) (нар. 14 жовтня 1947, Миколаїв) — педагог, диригент, керівник духових оркестрів, завідувач відділу оркестрового диригування Миколаївського державного вищого музичного училища, Заслужений працівник культури України (1993).

## Життєпис
Народився 14 жовтня 1947 року у м. Миколаєві.
У 1966 році закінчив Миколаївське музичне училище по класу гобоя у викладача В. Ф. Реви, згодом В. П. Чагіна.
Студент Кишинівського інституту мистецтв (нині Академія музики, театру і образотворчих мистецтв Республіки Молдови), клас професора Г. Д. Шрамко, диригента та автора багатьох перекладів, зокрема, творів молдавських композиторів, народної музики.
Паралельно із навчанням починається праця як гобоїста в творчих колективах — Молдавський театр опери та балету, Симфонічний оркестр молдавської філармонії, Камерний оркестр радіо та інші.
З 1976 року почав педагогічну діяльність у Миколаївському музичному училищі як викладач по класу гобоя та керівником духового оркестру.
Як гобоїст виступає в різноманітних концертах камерної музики з місцевими музикантами та з оркестрами, симфонічним оркестром музучилища, Сімферопольським оркестром облдержадміністрації, мандрівними оркестрами та театрами з Мінська, Харкова, Уфи, Ставрополя. У 1985 році духовий оркестр під його керівництвом здобув перемогу у всеукраїнському конкурсі творчих колективів музичних училищ.
1987 року організував та виступав як керівник і диригент з вперше створеним в місті Муніципальним духовим оркестром.
З 2003 — Головний диригент Симфонічного оркестру Управління культури обласної державної адміністрації.

## Надбання
Серед учнів — солісти кращих музичних колективів України (Національні театри та оркестри), лауреати різноманітних конкурсів.